# Jan Lutz
Johannes Hermanus (Jan) Lutz (Rotterdam, 11 november 1888 – Laren (Noord-Holland), 7 september 1957) werkte voornamelijk als freelance-illustrator van kinderboeken en tijdschriften en als boekbandontwerper van ruim honderd boekbanden voor talloze uitgeverijen.
Lutz illustreerde onder andere het boek De nieuwe avonturen van Pietje Bell van auteur Chris van Abkoude. Ook maakte hij kleine boekjes ter promotie voor de jamfabrikant De Betuwe, waaronder Jam-nood in 't tentenkamp (circa 1924). Verder schreef en tekende hij strips, zoals De Avonturen van Daantje Hap en z'n Vrienden, die in 1925 in het Algemeen Handelsblad verscheen.
Na de Tweede Wereldoorlog maakte Lutz ook tekeningen voor de Katholieke Illustratie, onder andere in 1954 en 1955 voor de strip Wilko, de zoon van de Roofridder op tekst van Nico J.P. Smith (1898-1958).
- Biografisch Portaal: 83630115
- Digitale Bibliotheek voor de Nederlandse Letteren: lutz013
- Gemeinsame Normdatei: 132120895
- International Standard Name Identifier: 0000 0000 1985 084X
- Nederlandse Thesaurus van Auteursnamen: 069186006
- RKD-Nederlands Instituut voor Kunstgeschiedenis: 51443
- Virtual International Authority File: 70081871